# وسترا بودارنا
وسترا بودارنا (به سوئدی: Västra Bodarna) یک منطقهٔ مسکونی در سوئد است که در شهر الینگساس واقع شده‌است. وسترا بودارنا ۲٫۰۵ کیلومتر مربع مساحت و ۱٬۰۵۹ نفر جمعیت دارد.